# Andrei Toader
Andrei Rareș Toader (ur. 26 maja 1997) – rumuński lekkoatleta specjalizujący się w pchnięciu kulą.
W 2013 startował na olimpijskim festiwalu młodzieży Europy, zdobywając srebrny medal. Wicemistrz igrzysk olimpijskich młodzieży z Nankin (2014). W 2015 sięgnął po srebro juniorskich mistrzostw Europy w Eskilstunie. W 2016 został ukarany trzyletnią dyskwalifikacją za stosowanie dopingu (tym samym odebrano mu srebrny medal juniorskich mistrzostw świata).
Medalista mistrzostw Rumunii i czempionatu czempionatu państw bałkańskich oraz reprezentant kraju w pucharze Europy w rzutach, drużynowych mistrzostwach Europy i meczach międzypaństwowych.
Rekordy życiowe: stadion – 21,29 (13 czerwca 2021, Brno); hala – 21,27 (9 marca 2025, Apeldoorn). Obydwa rezultaty Toadera są aktualnymi rekordami Rumunii.

## Osiągnięcia
| Rok  | Impreza                                               | Miejsce     | Pozycja           | Wynik |
| ---- | ----------------------------------------------------- | ----------- | ----------------- | ----- |
| 2013 | Olimpijski festiwal młodzieży Europy                  | Utrecht     | 2. miejsce        | 18,53 |
| 2014 | Kwalifikacje Europy do igrzysk olimpijskich młodzieży | Baku        | 2. miejsce        | 21,42 |
| 2014 | Mistrzostwa świata juniorów                           | Eugene      | 9. miejsce        | 19,18 |
| 2014 | Igrzyska olimpijskie młodzieży                        | Nankin      | 2. miejsce        | 21,00 |
| 2015 | Zimowy puchar Europy w rzutach                        | Leiria      | 3. miejsce (U-23) | 18,96 |
| 2015 | Mistrzostwa Europy juniorów                           | Eskilstuna  | 2. miejsce        | 20,78 |
| 2016 | Mistrzostwa Europy                                    | Amsterdam   | DSQ               | 20,26 |
| 2016 | Mistrzostwa świata juniorów                           | Bydgoszcz   | DSQ               | 22,30 |
| 2019 | Uniwersjada                                           | Neapol      | –                 | NM    |
| 2019 | Młodzieżowe mistrzostwa Europy                        | Gävle       | el. –             | DNS   |
| 2021 | Puchar Europy w rzutach                               | Split       | 1. miejsce        | 20,83 |
| 2021 | I liga drużynowych mistrzostw Europy                  | Kluż-Napoka | 2. miejsce        | 20,20 |
| 2021 | Igrzyska olimpijskie                                  | Tokio       | el. – 26. miejsce | 19,81 |
| 2022 | Halowe mistrzostwa świata                             | Belgrad     | 17. miejsce       | 19,60 |
| 2022 | Puchar Europy w rzutach                               | Leiria      | 7. miejsce        | 19,72 |
| 2022 | Mistrzostwa świata                                    | Eugene      | el. – 18. miejsce | 19,83 |
| 2022 | Mistrzostwa Europy                                    | Monachium   | 12. miejsce       | 19,15 |
| 2023 | Halowe mistrzostwa Europy                             | Stambuł     | el. – 9. miejsce  | 20,15 |
| 2023 | II dywizja drużynowych mistrzostw Europy              | Chorzów     | 4. miejsce        | 19,84 |
| 2023 | Mistrzostwa świata                                    | Budapeszt   | el. –             | NM    |
| 2024 | Puchar Europy w rzutach                               | Leiria      | 4. miejsce        | 20,43 |
| 2024 | Mistrzostwa Europy                                    | Rzym        | 7. miejsce        | 20,43 |
| 2024 | Igrzyska olimpijskie                                  | Paryż       | el. – 18. miejsce | 20,24 |
| 2025 | Halowe mistrzostwa Europy                             | Apeldoorn   | 1. miejsce        | 21,27 |
| 2025 | Halowe mistrzostwa świata                             | Nankin      | 7. miejsce        | 20,64 |
| 2025 | II dywizja drużynowych mistrzostw Europy              | Maribor     | 3. miejsce        | 20,30 |